# Elton John's Greatest Hits Volume II
Elton John's Greatest Hits Volume II er et opsamlingsalbum af den britiske sanger Elton John, udgivet i 1977. Den originale amerikanske version indeholder en sang fra 1971 og to sange fra 1974, som ikke var på det første opsamlingsalbum Greatest Hits (1974). Det indeholder også flere hits fra 1975 og to singler fra 1976.
Der er flere versioner af albummet. Alle indeholder "The Bitch Is Back", "Someone Saved My Life Tonight", "Philadelphia Freedom", "Island Girl", "Grow Some Funk of Your Own" og coverversioner af "Lucy in the Sky with Diamonds" og "Pinball Wizard".
I USA blev albummet certificeret guld den 30. september 1977, platin den 9. november 1977, tre gange platin den 23. marts 1993, fire gange platin den 11. september 1995 og fem gange platin den 25. august 1998 af Recording Industry Association of America.

## Sporliste
Alle sange er skrevet af Elton John og Bernie Taupin medmindre andet er angivet.
Internationale version
| #   | Titel                                       | Sangskriver(e)                             | Album                                       | Længde |
| --- | ------------------------------------------- | ------------------------------------------ | ------------------------------------------- | ------ |
| 1.  | "The Bitch Is Back"                         |                                            | Caribou                                     | 3:39   |
| 2.  | "Lucy in the Sky with Diamonds"             | Paul McCartney, John Lennon                |                                             | 5:57   |
| 3.  | "Sorry Seems to Be the Hardest Word"        |                                            | Blue Moves                                  | 3:47   |
| 4.  | "Don't Go Breaking My Heart" (med Kiki Dee) | Ann Orson, Carte Blanche                   |                                             | 4:25   |
| 5.  | "Someone Saved My Life Tonight"             |                                            | Captain Fantastic and the Brown Dirt Cowboy | 6:43   |
| 6.  | "Philadelphia Freedom"                      |                                            |                                             | 5:20   |
| 7.  | "Island Girl"                               |                                            | Rock of the Westies                         | 3:42   |
| 8.  | "Grow Some Funk of Your Own"                | Elton John, Bernie Taupin, Davey Johnstone | Rock of the Westies                         | 4:16   |
| 9.  | "Bennie and the Jets"                       |                                            | Goodbye Yellow Brick Road                   | 5:10   |
| 10. | "Pinball Wizard"                            | Pete Townshend                             | Tommy (soundtrack)                          | 5:10   |

Nordamerikanske version
| #   | Titel                                       | Sangskriver(e)           | Album                                       | Længde |
| --- | ------------------------------------------- | ------------------------ | ------------------------------------------- | ------ |
| 1.  | "The Bitch Is Back"                         |                          | Caribou                                     | 3:39   |
| 2.  | "Lucy in the Sky with Diamonds"             | McCartney, John Lennon   |                                             | 5:57   |
| 3.  | "Sorry Seems to Be the Hardest Word"        |                          | Blue Moves                                  | 3:47   |
| 4.  | "Don't Go Breaking My Heart" (med Kiki Dee) | Ann Orson, Carte Blanche |                                             | 4:25   |
| 5.  | "Someone Saved My Life Tonight"             |                          | Captain Fantastic and the Brown Dirt Cowboy | 6:43   |
| 6.  | "Philadelphia Freedom"                      |                          |                                             | 5:20   |
| 7.  | "Island Girl"                               |                          | Rock of the Westies                         | 3:42   |
| 8.  | "Grow Some Funk of Your Own"                | John, Taupin, Johnstone  | Rock of the Westies                         | 4:16   |
| 9.  | "Levon"                                     |                          | Madman Across the Water                     | 5:21   |
| 10. | "Pinball Wizard"                            | Townshend                | Tommy (soundtrack)                          | 5:10   |

1992 Polydor-version
| #   | Titel                                              | Sangskriver(e)          | Album                                       | Længde |
| --- | -------------------------------------------------- | ----------------------- | ------------------------------------------- | ------ |
| 1.  | "The Bitch Is Back"                                |                         | Caribou                                     | 3:39   |
| 2.  | "Lucy in the Sky with Diamonds"                    | McCartney, John Lennon  |                                             | 5:57   |
| 3.  | "Tiny Dancer"                                      |                         | Madman Across the Water                     | 6:13   |
| 4.  | "I Feel Like a Bullet (In the Gun of Robert Ford)" |                         | Rock of the Westies                         | 5:28   |
| 5.  | "Someone Saved My Life Tonight"                    |                         | Captain Fantastic and the Brown Dirt Cowboy | 6:43   |
| 6.  | "Philadelphia Freedom"                             |                         |                                             | 5:20   |
| 7.  | "Island Girl"                                      |                         | Rock of the Westies                         | 3:42   |
| 8.  | "Grow Some Funk of Your Own"                       | John, Taupin, Johnstone | Rock of the Westies                         | 4:16   |
| 9.  | "Levon"                                            |                         | Madman Across the Water                     | 5:21   |
| 10. | "Pinball Wizard"                                   | Townshend               | Tommy (soundtrack)                          | 5:10   |